# Loránta
Loránta (Loranta), település Romániában, a Partiumban, Bihar megyében.

## Fekvése
Élesdtől északnyugatra fekvő település.

## Története
Loránta 1954-ben Kövesd tartozéka, 1956-ban vált külön településsé, 309 lakossal.
2002-ben 101 lakosából 54 román, 47 szlovák volt.